# Daewoo Lacetti
Daewoo Lacetti är en bilmodell i golfklassen som introducerades 2003. För designen stod Giorgetto Giugiaro, som även ritat många andra av Daewoos senare modeller. Modellen var den första att introduceras sedan General Motors år 2002 köpte märket. Sålunda delar Lacetti många komponenter med exempelvis Opelmodeller. Sedan 2004 har Lacetti, liksom övriga av Daewoos modeller, bytt namn i Europa från Daewoo till Chevrolet. På många marknader har andra generationens Daewoo/Chevrolet Nubira sålts under namnet Chevrolet Lacetti.
Efterträdaren Chevrolet Cruze säljs på vissa marknader under namnet Daewoo Lacetti Premiere.

## Motorer
- 1.4 L E-TEC II — 94 hk (69 kW)
- 1.6 L E-TEC II — 109 hk (80 kW)
- 1.8 L E-TEC II — 122 hk (90 kW)

(samtliga är fyrcylindriga bensinmotorer)

## Säljs även som
- Chevrolet Optra5 (Sydamerika, Indien, Pakistan)
- Suzuki Reno (USA)
- Buick Excelle HRV (Kina)
- Holden Viva (Australien)